# Kazański Okręg Wojskowy
Kazański Okręg Wojskowy (ros. Казанский военный округ) – od sierpnia 1864 jeden z okręgów wojskowych Imperium Rosyjskiego .